# 20366 Bonev
20366 Bonev è un asteroide della fascia principale. Scoperto nel 1998, presenta un'orbita caratterizzata da un semiasse maggiore pari a 2,7477495 UA e da un'eccentricità di 0,1827058, inclinata di 9,40830° rispetto all'eclittica.